# 天主教丹吉爾總教區
天主教丹吉爾總教區 （拉丁語：Archidioecesis Tingitana；阿拉伯语：‎）是摩洛哥一個羅馬天主教總教區，直屬聖座。
教座包括摩洛哥北部、昔日稱為西屬摩洛哥的地區，教座位於丹吉爾。2010年有教友2,019人、八個堂區、十名司鐸。
總主教現時出缺，榮休總主教為雅各伯·阿格雷洛-馬丁內斯。
1472年8月21日升為教區，1570年6月9日與加的斯教區合併。1630年建立摩洛哥監牧區，1908年4月14日升為代牧區。1956年11月14日升為總教區。